# Баријоново венчање
„Баријоново венчање“ је југословенски филм из 1971. године. Режирао га је Љубомир Драшкић, а сценарио је писао Жорж Фејдо.

## Улоге
| Глумац              | Улога |
| ------------------- | ----- |
| Слободан Алигрудић  |       |
| Миодраг Андрић      |       |
| Вера Дедић          |       |
| Драгутин Добричанин |       |
| Олга Ивановић       |       |
| Бранко Милићевић    |       |
| Ташко Начић         |       |
| Радмила Радовановић |       |
| Никола Симић        |       |
| Зорица Шумадинац    |       |